# Sandrine Levet
Sandrine Levet (* 22. Juli 1982 im Département Haute-Savoie, Frankreich) ist eine französische Sportkletterin.

## Karriere
1999 wurde Levet an ihrem ersten Boulderweltcup Zweite. Im selben Jahr erreichte sie an ihrem ersten Lead-Weltcup den 10. Platz. Sie dominierte von 2000 bis 2005 die Boulder-Wettkämpfe und gewann fünf Mal den Gesamtweltcup. Damit ist sie die Kletterin mit den meisten Gesamtweltcup-Siegen im Bouldern (Stand: 2023). Im Jahr 2002 wurde sie Europameisterin und 2003 Weltmeisterin im Bouldern. Im Lead wurde Levet drei Mal Zweite in der Gesamtwertung. Zudem konnte sie zwei Mal das Rockmaster für sich entscheiden und wurde an der Weltmeisterschaft 2003 in Chamonix Dritte. Am Weltcup in Edinburgh 2003 gelang es ihr als erste Person überhaupt einen Boulder- und Lead-Weltcup in der gleichen Veranstaltung zu gewinnen.
Während ihrer Kletterkarriere gewann Levet 17-mal einen Boulder-Weltcup und 5-mal einen Lead-Weltcup. Bis Ende 2022 hatte Levet die zweitmeisten Weltcup-Goldmedaillen aller weiblichen Wettkampfkletterinnen in der Geschichte gewonnen.
Levet trat 2008 zurück. 